# Vilovnjača
Vilovnjača (lat. Agaricus perrarus) je jestiva gljiva iz porodice pečurki (Agaricaceae). 

## Opis
- Klobuk vilovnjače je širok od 10 do 20 centimetara ili više, u mladosti okruglast, zatim polukuglast i naposljetku raširen, žutooker, prilično mesnat, prekriven mnogobrojnim sitnim čehicama smećkaste boje, u središtu su čehice mnogo gušće, samo sredina je glatka i smeđe boje.
- Listići su gusti, tanki, uski, odvojeni od stručka, najprije blijedoružičasti, zatim čokoladnosmeđi, gotovo tamni.
- Stručak je visok od 9 do 152 centimetara, valjkast, zatim šupalj, manje-više prekriven žućkastim čehicama koje na dodir ili pritisak najprije požute, zatim postanu oker; na osnovi je zadebljan ili produženo korjenast, nosi trajan bijeli i gladak vjenčić koji je s donje strane čehast.
- Meso je bjelkasto, na presjeku postane žućkasto, miriše na anis; okus slatkast.
- Spore su ovalne, 8 - 10 x 4 – 5 μm, otrusina je purpurnosmeđe boje.

Listići u dodiru s 1-naftolom se oboje crveno.

## Stanište
Raste ljeti i početkom jeseni u crnogoričnim šumama.

## Upotrebljivost
Vilovnjača je jestiva. 

## Sličnosti
Zbog izvanredno velikih izmjera koje postiže, moguća je zamjena s golemom pečurkom, od koje se razlikuje po žutooker boji klobuka i mnogo sitnijim čehicama. Osim toga, raste samo po crnogoričnim šumama. Ako pazite na navedene značajke, ne postoji nikakva opasnost da je zamijenite s kakvom otrovnicom. Možda neiskusni gljivari moraju pripaziti da je ne zamijene s otrovnom pečurkom (lat. Agaricus xanthoderma) koja je mnogo manja, na presjeku stručka snažno žuti i miriše po tinti. 